# Volksliste

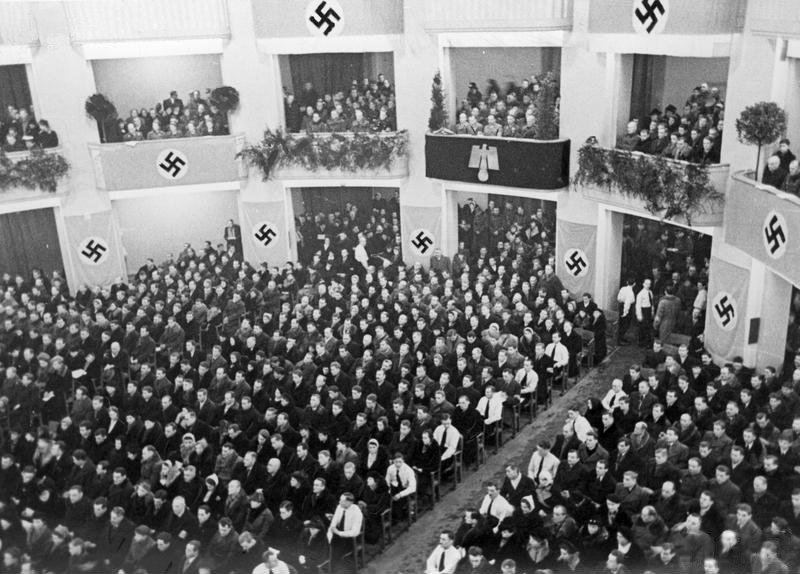
Reunión de Volksdeutsche en Varsovia ocupada en 1940.

La Deutsche Volksliste (Lista de la gente alemana) fue un registro demográfico y una institución del partido nazi cuya finalidad era la clasificación de los habitantes de los territorios ocupados por Alemania durante la Segunda Guerra Mundial. En la misma se clasificaba a los habitantes de dichos territorios en categorías de conveniencia, de acuerdo a criterios étnicos, "raciales, según su propia definición, sistematizados por Heinrich Himmler. Fue establecida por primera vez en el oeste de la Polonia ocupada. Instituciones similares fueron creados posteriormente en  Francia ocupada, Yugoslavia y en Ucrania.
Los Volksdeutsche (alemanes étnicos) eran personas de ascendencia alemana que vivían fuera de Alemania. Aunque los Volksdeutsche no poseían la nacionalidad alemana o austríaca, el fortalecimiento y el desarrollo de sus comunidades a través del centro y el oriente de Europa era una parte integral de la visión nazi para la creación de la Gran Alemania (Großdeutschland).

## Contactos nazi con los alemanes étnicos antes de la guerra
En 1931, antes de su llegada al poder, el Partido Nazi estableció la "Organización para el Extranjero del Partido Obrero Nacionalsocialista alemán" (Auslandsorganisation der NSDAP), cuya tarea consistía en difundir la propaganda nazi entre las minorías alemanas que vivían fuera de Alemania. En 1936, la "Oficina de Bienestar principal de alemanes étnicos" (Volksdeutsche Mittelstelle), comúnmente conocida como VoMi, se creó bajo la dirección de Himmler como Comité de Enlace de la etnia alemana y fue encabezada por Werner Lorenz obergruppenführer de las SS.

## La creación de la lista

### Germanización
De acuerdo con el testimonio de Kuno Wirsich:
El objetivo de la Deutsche Volksliste era que aquellas personas que fueran de ascendencia étnica alemana pudieran incorporarse a Alemania luego de confirmar su ascendencia.

Cuando Alemania invadió Polonia en 1939, se anexó la parte occidental del país (básicamente los Gaue de Danzig / Prusia Occidental, Wartheland, y Silesia), y se colocó el resto del país bajo la administración del Gobierno General.

El plan para Polonia, como se estableció en el Plan General del Este, era  "purificar"  las nuevas regiones anexas a crear un círculo o área de germanización para contrarrestar la influencia eslava y polaca en particular. Esto supuso la deportación de estos últimos  de las áreas bajo control del Gobierno General, y la instalación de alemanes étnicos de otros lugares, incluyendo tanto el área del Gobierno General y como en territorio alemán anterior a la guerra.
Para avanzar en su objetivo de germanización, la Alemania nazi trató de aumentar el número de Volksdeutsche en los territorios conquistados, principalmente aquellos de entre los checos, polacos y eslovenos que tenían antepasados alemanes. Por lo tanto, los nazis alentaron a los descendientes polacos de alemanes o, incluso, a aquellos conexiones familiares con alemanes, para unirse a la Volksdeutsche. A menudo se forzaba a estas personas a registrarse como tales. Además, quienes se unieran, disfrutaban de un estatus privilegiado y recibían beneficios especiales; por ejemplo, a los registrados se les daba mejor alimentación, alojamiento, granjas, talleres, muebles y ropas. Mucho de estos bienes fueron confiscados a ciudadanos judíos y polacos que fueron deportados a los campos de concentración.
La determinación de quién era un alemán étnico no era fácil, sobre todo en regiones en las que había una gran cantidad de polacos, alemanes étnicos e individuos de ascendencia alemana que habían sido "polonizados". En estos lugares, además, existía un amplio movimiento de lucha contra el invasor, lo cual impresionó tanto a Himmler que sostuvo que dicha resistencia debía ser evidencia de su calidad de nórdicos.
En 2006, el historiador alemán Götz Aly señaló que la política nazi se basaba en criterios de selección elaborados por los franceses después de la Primera Guerra Mundial para expulsar a los alemanes étnicos de Alsacia.

### Múltiples esquemas de categorización
Desde el comienzo de la ocupación alemana de Polonia, fueron aplicados diferentes esquemas de categorización a nivel local, lo que llevaba a la confusión de las categorías. En octubre de 1939, el gobernador de Warthegau, gauleiter Arthur Greiser, estableció una oficina central para el registro de los alemanes étnicos.  A principios de 1940, se introdujeron distinciones para dividir a los registrados en cuatro categorías: aquellos de origen alemán que actuaban en favor del Reich, otros habitantes de origen alemán pero no involucrados con la dominación alemana, los polacos de origen alemán y los polacos relacionados con alemanes por matrimonio.

### La solución de Himmler

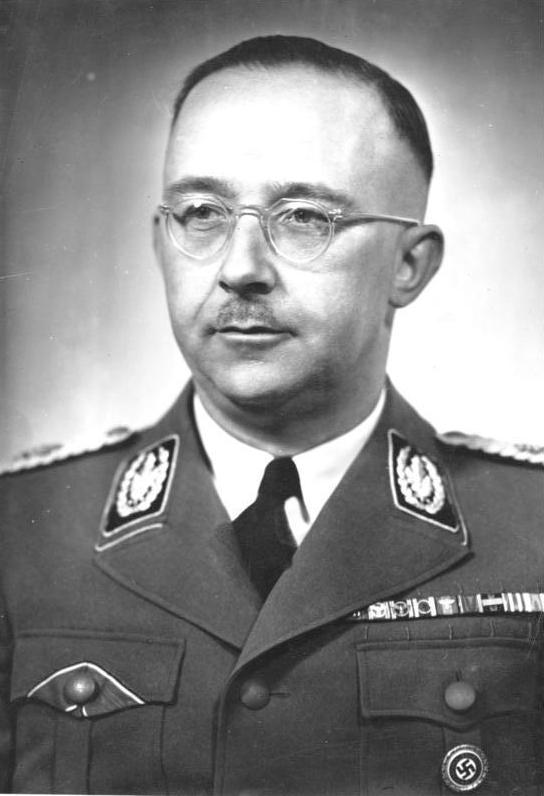
Himmler, en 1942.

La solución de Himmler a estos confusos esquemas de categorización fue un registro llamado; "Lista del Pueblo alemán" (Deutsche Volksliste o DVL, abreviada en Volksliste), el cual establecía criterios uniformes y de aplicación general. Si bien la Oficina Racial del Partido Nazi ya había producido un registro similar, también denominado Deutsche Volksliste en 1939,  sus criterios eran diferentes y de hecho fue uno de los precursores del diseñado por Himmler.
El Deutsche Volksliste clasificaba a los alemanes en cuatro categorías:
- Categoría I: Volksdeutsche o alemán étnico, restringido a quien fuera de ascendencia alemana y, además, se hubiera comprometido en acciones de acercamiento a la patria alemana, es decir el Reich, antes de 1939.[5]
- Categoría II: Deutschstämmige, es decir, "de ascendencia alemana"; todo aquel que tuviera ancestros alemanes pero hubiera permanecido pasivo en relación con una integración al Reich.[5]
- Categoría III:  Eingedeutsche, o sea, "gemanizado voluntariamente" ; era aquel que a pesar de tener un origen parcialmente polaco se adhería por propia elección a la nación alemana, se aplicaba sobre todo a silesios y casubios. Quien se negaba a unirse a esta lista era pasible de ser deportado a un campo de concentración.[5]
- Categoría IV: Rückgedeutsche  que significa "germanizado por la fuerza"; cualquier persona no alemana considerada "racialmente valiosa" que se resistía a la germanización.[5]

## Aplicación en otros países
Después de la ocupación alemana de Yugoslavia, la Volksliste se aplicó también en ese país. 
También se registraron alemanes étnicos en las regiones conquistadas de la Unión Soviética; muchos de ellos fueron reubicados en el Gobierno General o en partes de la Polonia ocupada por los alemanes, y muchos sirvieron en el ejército alemán

## Posguerra
Al final de la guerra, los archivos de la Deutsche Volksliste permanecieron en los departamentos de registro locales; la mayor parte en los archivos polacos.
Después del colapso de la Alemania nazi, algunos Volksdeutsche fueron juzgados por las autoridades polacas por alta traición. Incluso ahora, en Polonia la palabra Volksdeutsch es considerado como un insulto, sinónimo de traidor.